# 道の駅うとろ・シリエトク
道の駅うとろ・シリエトク（みちのえき うとろシリエトク）は、北海道斜里郡斜里町ウトロにある道の駅である。「シリエトク」（sir-etok）とは、アイヌ語で「陸地・大地」 （sir）の「先端・前」（etok）を意味した「大地の突端（行き詰まり）」を表す言葉であり、知床の語源でもある。

## 施設
道の駅の隣には知床世界遺産センターが立地している。
- 駐車場
  - 普通車：160台
  - 大型車：22台
  - 身障者用：2台
- トイレ（24時間利用可能）
  - 男：大5器 小11器
  - 女：23器
  - 身障者用 : 2器
- 公衆電話：1台
- 売店
- レストラン
- 休憩コーナー
- 観光案内コーナー

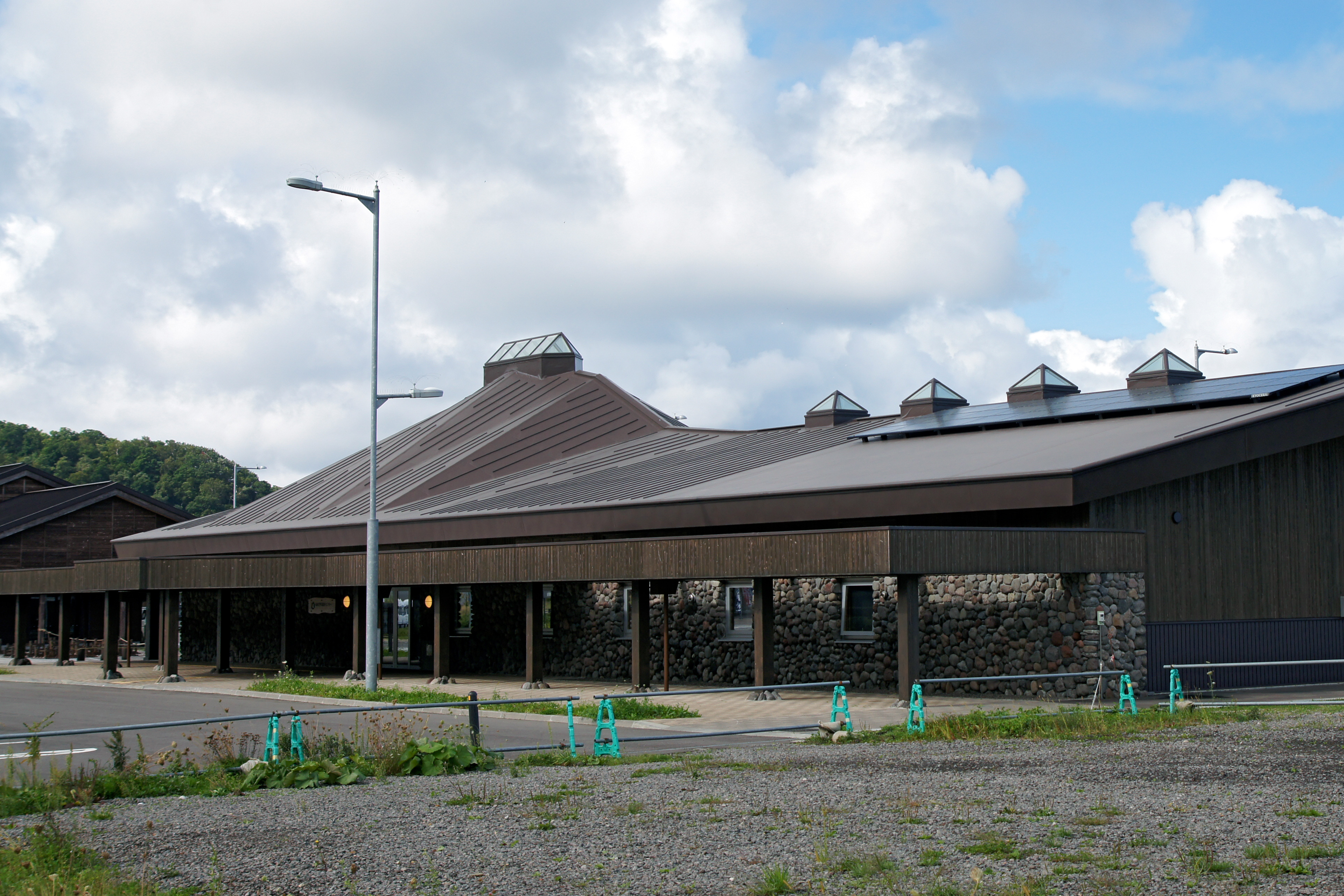
知床世界遺産センター（2011年9月）

## アクセス
ウトロ漁港第2港区（ペレケ地区）の国道334号沿いに位置しており、知床観光の玄関口となっている。
- 斜里バス「ウトロ道の駅」バス停下車
- 北海道中央バス・斜里バス（イーグルライナー）「道の駅うとろシリエトク」バス停下車